# 12日
《12日》（英語：Twelve Days）是2023年上映的香港電影，由林愛華導演兼編劇，鄧麗欣、馬志威主演。本片為電影《十二夜》的續作，第18屆香港亞洲電影節開幕電影，並入選第24屆烏甸尼遠東電影節競賽部份。
本片是演員李影生前的最後一部電影演出。

## 角色
| 演員   | 角色   | 簡介 |
| 鄧麗欣 | 郭綺南 | Jeanie 維珍航空空中服務員 賀正豪之妻 婚後住舊山頂道，直至分居後賣出 一度忍受不住賀正豪之冷待，決定分居，分居期間曾經服藥自殺不遂 最後復合，搬去北京居住，生活依舊     |
| 馬志威 | 賀正豪 | Simon 銀行家 郭綺南之夫 Steven之下屬 婚後住舊山頂道，直至分居後賣出 只視郭綺南為性愛對象，對其要求多多，呼呼喝喝，漠不關心 一度分居，最後復合，搬去北京居住，生活依舊 |
| 郭奕芯 |        | 空中服務員 郭綺南之同事 |
| 艾妮   |        | 空中服務員 郭綺南之同事 |
| 李影   |        | 郭綺南之母親 |
| 蘇致豪 |        | 餐廳侍應 |
| Heyo   |        | 酒店職員 |
| 強尼   | Steven | 賀正豪之上司 |
| 羅沛琪 |        | 郭綺南之妹 |
| 顧定軒 |        | 賀正豪、郭綺南婚宴之「兄弟」 |
| 蘇皓兒 |        | 賀正豪、郭綺南婚宴之「姊妹」 |
| 陳湛文 |        | 賀正豪之表哥 因拍攝賀正豪結婚照時忘記放入菲林，還嬉皮笑臉，而被賀正豪一怒之下毆打                                                                                     |
| 鄧汝超 |        | 賀正豪、郭綺南寓所之大廈保安員 |
| 袁富華 |        | 賀正豪之生意拍擋 黃美芬之夫 |
| 黃美芬 |        | 袁富華之妻 |
| 黎澤恩 |        | 交通警察 |

## 電影歌曲
| 曲別   | 歌名           | 作曲   | 作詞 | 編曲           | 演唱者 |
| ------ | -------------- | ------ | ---- | -------------- | ------ |
| 主題曲 | 《何日不再來》 | 陳輝陽 | 何方 | 陳輝陽、倫偉傑 | 鄧麗欣 |

## 奬項
| 年份 | 颁奖典礼               | 奖项                 | 入圍者                     | 结果 |
| ---- | ---------------------- | -------------------- | -------------------------- | ---- |
| 2022 | AEG 娛樂人氣王2022     | 最喜愛女演員（電影） | 鄧麗欣                     | 獲獎 |
| 2022 | AEG 娛樂人氣王2022     | 最佳電影主題曲       | 何日不再來（主唱：鄧麗欣） | 獲獎 |
| 2022 | 第十四屆澳門國際電影節 | 最佳影片             | 不適用                     | 提名 |
| 2022 | 第十四屆澳門國際電影節 | 最佳導演             | 林愛華                     | 提名 |
| 2022 | 第十四屆澳門國際電影節 | 最佳編劇             | 林愛華                     | 提名 |
| 2022 | 第十四屆澳門國際電影節 | 最佳女主角           | 鄧麗欣                     | 提名 |

## 備註
1. ↑  截至2023年5月7日

## 外部連結
- 香港影庫上《12日》的資料（繁體中文）
- 豆瓣电影上《12日》的資料 （简体中文）
- 互联网电影数据库（IMDb）上《12日》的资料（英文）